# Epsilon Uitgaven
Epsilon Uitgaven is een Nederlandse uitgeverij van Nederlandstalige wetenschappelijke boeken op het gebied van wiskunde en verwante onderwerpen, gevestigd in Utrecht. De uitgeverij is opgericht in 1984; in 1985 volgden de eerste publicaties. De filosofie van de redactie is dat het makkelijker is om nieuwe inzichten te verwerven als dat gebeurt in de eigen taal.
Sinds 2006 is de uitgeverij in handen van de stichting Epsilon, die met steun van het Koninklijk Wiskundig Genootschap en de Nederlandse Vereniging van Wiskundeleraren is opgericht.
Naast 69 "gewone" titels geeft Epsilon Uitgaven ook de Zebra-reeks uit. De reeks bestaat uit 40 boekjes die geschikt zijn voor keuze-onderwerpen in de Tweede fase van het vwo, en daarmee gericht op een nog breder publiek (aantal titels per maart 2013).